# ブキャナン (リベリア)
ブキャナン（Buchanan）とは西アフリカリベリアにある町でグランドバッサ郡の中心地。首都モンロビアに続く主要な港町である。モンロビアから南東部、ウォーターハウス湾に位置し、人口は34,270人（2008年国勢調査）。町の名はアメリカ合衆国第15代大統領ジェームズ・ブキャナンの名から。ブキャナンの港は主にアメリカやドイツなどの援助により建設され、深い水深を持つ。鉄鉱石の輸出地として1963年にブキャナンの港は開港され、他にもゴムや木材、ダイアモンドの主要搬出港町として、そして外国企業が進出して栄えて来た。しかし内戦の影響で町にも被害が出て、内戦時は大勢の難民が流入した。
ブキャナンから、内陸ニンバ郡にあるニンバ山の町イェケパ間に、延長260キロの鉄道が敷かれているが、ニンバ山の鉄鉱石を運び出す為、アメリカとスウェーデン資本のラムコ（LAMCO、アメリカ＝リベリア鉄鉱会社）の鉄鉱採掘場がある。この鉄道は国家経済の柱だったが内戦の影響も含め、現在ほとんど機能していない。